# Vojislav Šešelj
Vojislav Šešelj (en serbi ciríl·lic: Војислав Шешељ) (nat l'11 d'octubre de 1954 a Sarajevo, Bòsnia i Hercegovina, antiga Iugoslàvia) és un polític serbi, fundador i president del Partit Radical Serbi. És acusat de crims contra la humanitat pel Tribunal Penal Internacional per a l'antiga Iugoslàvia, al qual es va lliurar voluntàriament, i on és jutjat del novembre de 2007 ençà.